# کانتاکس ان دیجیتال
کانتاکس ان دیجیتال (به انگلیسی: Contax N Digital) یک دوربین عکاسی ساخت شرکت کانتاکس است.